# Sabine Hass
Sabine Hass (Braunschweig, Alemanya, 8 d'abril de 1949 - Klagenfurt, Àustria, 17 de febrer de 1999) va ser una soprano operística alemanya, especialitzada en Wagner i Strauss.

## Biografia[1]
Sabine Hass va créixer a Múnic. A l'edat de 5 anys va rebre lliçons de violí del seu pare, el músic de cambra Ernst Hass. Amb 16 anys va començar els seus estudis de cant amb Karl-Heinz Lohmann a Berlín i els va continuar més tard amb Esther Mühlbauer a Múnic, al Conservatori Richard Strauss. En 1970 Sabine Hass va debutar en l'Òpera Estatal de Stuttgart (Staatstheater Stuttgart), on va formar part de l'elenc durant set anys, passant després a ser una cantant autònoma.
Va actuar als grans escenaris del món, com ara Múnic, Berlín, Dresden, Viena, Londres, París, Tel-Aviv, Frankfurt am Main, Hamburg, Nàpols, Torí, Lisboa, Salzburg, Barcelona, Rio de Janeiro, etc. Des de 1991 fins a 1994 va cantar al festival de Bayreuth el paper de Senta de Der fliegende Holländer (L'holandès errant). A la Scala de Milà va destacar en 1983, com a Elsa de Lohengrin, i dos anys més tard, en el mateix paper, al Metropolitan Opera de Nova York.
A més a més de la seva presència escènica, Sabine Hass va ser una cantant de concert molt sol·licitada.
L'any 1979 es va casar amb el cantant d'òpera Arthur Korn (baix operístic). Sabine Hass va morir de càncer als 49 anys.

## Repertori (selecció)
- Isolde - Tristan und Isolde (Richard Wagner)
- Färberin - Die Frau ohne Schatten (Richard Strauss)
- Elisabeth - Tannhäuser und der Sängerkrieg auf der Wartburg (Wagner)
- Senta - Der Fliegende Holländer (Wagner)
- Elsa - Lohengrin (Wagner)
- Sieglinde - Die Walküre (Wagner)
- Isabella - Das Liebesverbot (Wagner)
- Chrysothemis - Elektra (Strauss)
- Ariadne - Ariadne auf Naxos (Strauss)
- Leonore - Fidelio (Ludwig van Beethoven)
- 1a dama - Die Zauberflöte (Wolfgang Amadeus Mozart)
- Rezia - Oberon (Carl Maria von Weber)

## Discografia
- Wagner: Das Liebesverbot, segell: Orfeo d'or 1983
- Die Frau ohne Schatten, segell: Teldec 1997